# Alle Menschen sind sterblich
Alle Menschen sind sterblich (frz. „Tous les hommes sont mortels“) ist ein Roman von Simone de Beauvoir, der 1946 beim Pariser Verlag Éditions Gallimard erschienen ist. Die erste deutsche Ausgabe erschien 1949 beim Rowohlt-Verlag. Er erzählt die Geschichte von Raymond Fosca, der unter seiner selbstverschuldeten Unsterblichkeit leidet. Eine gleichnamige Filmadaption von Ate de Jong erschien 1995.

## Historischer Hintergrund
Nach Ende des Zweiten Weltkrieges hatten Simone de Beauvoir und Jean-Paul Sartre gerade die politische Zeitschrift Les Temps modernes gegründet, die den Existenzialismus durch die zeitgenössische Literatur bekannt machen wollte. In diesem Zusammenhang veröffentlichte sie auch ihren dritten Roman „Alle Menschen sind sterblich“ mit dem Verlag Gallimard, der auch die Zeitschrift herausgab.

## Handlung
Die schöne, erfolgreiche, aber auch reichlich eitle und egoistische Schauspielerin Regine lernt im Frankreich der dreißiger Jahre den merkwürdigen Italiener Raymond Fosca kennen. Zuerst lässt sich dieser nur widerstrebend auf die Bekanntschaft ein, scheint sich dann aber in Regine zu verlieben und offenbart ihr nach einer deutlichen Warnung sein Geheimnis: Er ist unsterblich. Regine begreift die Dimension dieser Offenbarung nicht und denkt zunächst nur daran, dass sie selbst durch die Liaison mit ihm – in seiner Erinnerung – Unsterblichkeit erlangen könnte. Fosca zieht sich darauf von ihr zurück, aber als sie ihn aufsucht und zur Rede stellt, erzählt er ihr seine Geschichte.
Geboren als Sohn eines Patriziers in der (fiktiven) norditalienischen Stadt Carmona im 13. Jahrhundert, stellt sich die Welt für Fosca als Mischung von Gewalt und Intrigen dar: Während in der Stadt die einflussreichen Familien um die Vorherrschaft kämpfen, wiederholt sich dieser Kampf in der Außenwelt als permanenter Kriegszustand zwischen den damaligen Stadt- und Kleinstaaten Italiens und ihren immer wechselnden Bündniskonstellationen. Einen echten Fortschritt erzielen dabei weder die jeweiligen Herrscher noch ihre Untertanen. Fosca gewinnt den Eindruck, diese Kämpfe gingen nur deshalb endlos weiter, weil keiner Partei die Zeit bliebe, um die gewonnene Macht und Herrschaft dauerhaft zu konsolidieren – und so entsteht in ihm der Wunsch nach einem Leben, das ewig andauert und ihm so den entscheidenden Vorteil verschaffen soll. Von einem zum Tode verurteilten Bettler seiner Heimatstadt erhält er im Gegenzug für dessen Begnadigung einen magischen Trank. Nachdem er ihn an einer Maus ausprobiert hat, trinkt er ihn selbst und wird prompt unsterblich – aber der erhoffte Erfolg stellt sich nicht ein. Immer wieder erhebt sich ein neuer Gegner; selbst sein eigener Sohn (als dieser längst ein Erwachsener geworden ist und seinen Vater beerben will) kämpft schließlich gegen ihn, und Fosca tötet ihn eigenhändig. Dessen ungeachtet will er nicht aufgeben und kämpft zunächst zwei Jahrhunderte lang weiter, gelangt dabei aber nie über seine Rolle als Herr der Stadt Carmona hinaus.
Außerhalb Italiens aber hat sich in dieser Zeit die Welt gewandelt, und als mit dem Habsburger Maximilian I. ein neuer, einflussreicher Kriegsherr in Italien auftaucht, kommt Fosca auf die Idee, seine Kräfte lieber in den Dienst eines erfolgreichen Herrschers zu stellen, als noch länger zu versuchen, selbst ein solcher zu werden. Er überlässt seine Heimatstadt, um die er so lange gekämpft hat, den Habsburgern und dient Maximilian und später dessen Sohn Philipp und dem Enkel Karl V. als Berater. Am Kaiserhof muss er feststellen, dass auch hier die ewiggleichen Intrigen um Macht und Einfluss gesponnen werden, ohne dass es den Menschen dadurch unbedingt besser geht. Im Gegenteil: Auf einer Reise in die amerikanischen Kolonien wird Fosca das ganze Elend der Bewohner dieses scheinbar glanzvollen Reiches eindringlich vor Augen geführt. Vor dieser Erkenntnis flieht er in die Wildnis Nordamerikas.
Dort trifft Fosca durch Zufall auf den Abenteurer Pierre Carlier, dem es gelingt, ihn mit seiner Entdeckerfreude anzustecken: Der junge Mann hat sich das anspruchsvolle Ziel gesetzt, nach China zu reisen und auf seinem Weg dahin als erster Europäer den nordamerikanischen Kontinent bis zum Pazifik zu durchqueren. Fosca schließt sich ihm an. Dank seiner Unsterblichkeit rettet er seinen neuen Freund mehrmals aus brenzligen Situationen, aber ihrem Ziel kommen sie nicht näher. Der Abenteurer stirbt schließlich, und Fosca ist die Suche nach weiteren Entdeckungen dadurch verleidet. Er zieht sich für mehrere Generationen zu den Ureinwohnern zurück.
Dort aufgestöbert landet er mit einer Tasche „voll Gold und Diamanten“ im Paris des Absolutismus. In den dekadenten Kreisen des dortigen Adels wird er zunächst ein rücksichtsloser Spieler, der alle Gegner übertrumpft und auch im Duell nicht getötet werden kann – aber dieses Verhalten verschafft ihm keine anhaltende Zerstreuung. Er beginnt sich für Wissenschaft zu interessieren und steigt zu einem bedeutenden Chemiker auf. Dadurch gewinnt er zunächst die Zuneigung der jungen Marianne, die einen intellektuellen Salon unterhält. Er verliebt sich und heiratet sie, doch verliert er sie beinahe, als sie hinter sein Geheimnis kommt. Und auch er versteht sie trotz aller Liebe nicht richtig, denn ihre Handlungen und Motive sind die einer Sterblichen, und Fosca ist buchstäblich „frei“ von solchen Beweggründen, wohingegen kein anderer seine immer stärker werdende Angst vor der Unendlichkeit, die durch keine Betätigung dauerhaft zu bändigen ist, versteht. Solange Marianne lebt, hält Fosca an ihr fest, doch wird ihm der unüberwindliche Gegensatz zu seinem Mitmenschen immer stärker bewusst, und er wird dem Leben gegenüber immer gleichgültiger. Nach Mariannes Tod gibt er schließlich seine wissenschaftlichen Interessen auf.
Ein letztes Mal kann sich Fosca im Paris der Julirevolution von 1830 dazu aufraffen, den neuen Zeitströmungen ein Interesse abzugewinnen, was auch daran liegt, dass einer der Revolutionäre ein Nachfahre von ihm ist. Aber wie schon zuvor sieht er in dessen Bemühungen um eine Verbesserung des Lebens der Menschen hauptsächlich das immer wiederkehrende Scheitern. Einen Trost für sein persönliches Schicksal findet er darin auch nicht. Nicht einmal die Liebe der Revolutionärin Laure kann ihn jetzt noch erreichen. So marschiert er eines Tages aus der Stadt heraus und legt sich im Wald für sechzig Jahre zum Schlafen hin. Als er gefunden wird, schenkt man ihm keinen Glauben, und er wird in eine Irrenanstalt gebracht.
Als Fosca seine Geschichte beendet hat, erzählt er noch, dass er unter Alpträumen leidet, in denen die ganze Welt weiß und tot daliegt und nur noch von zwei lebenden Wesen bevölkert wird: ihm - und der Maus, an der er den Unsterblichkeitstrank getestet hat. Regine begreift endlich die Ungeheuerlichkeit seines Schicksals; aber sie erkennt auch, dass sie ihm nichts bedeutet. Fosca spendet ihr noch kalten Trost mit den Worten: „Oh! Sie! Das geht vorbei.“ Dann geht er von dannen.